# Halicampus macrorhynchus
Halicampus macrorhynchus är en fiskart som beskrevs av Bamber 1915. Halicampus macrorhynchus ingår i släktet Halicampus och familjen kantnålsfiskar. Inga underarter finns listade i Catalogue of Life.